# János hednauppror
János hednauppror eller Det andra stora hednaupproret i Ungern var ett religiöst motiverat uppror som ägde rum i kungariket Ungern år 1061.  Det ägde rum en tid efter Vatas hednauppror 1046 och har därför kallats "det andra" hednaupproret. 
Upproret ägde rum under en tid av spänningar i Ungern, då landet nyligen hade kristnas och höll på att transformeras till en kristen feodalstat, samtidigt som det förekom ett missnöje bland många både kring den nya religionen och det nya feodalsystemet. Upproret bröt ut på då kungen kallade samman ett parlamentsmöte med representanter av byäldste i Székesfehérvár 1061, då de oppositionella under ledning av sin ledare János utlöste ett uppror mot feodalherrar och kristna kyrkan. Upproret ledde till förstörelse av kyrkor och förföljelse av präster och feodala adelsmän och krav ställda till kungen, innan monarken lyckades nedslå det.